# NGC 5145
NGC 5145 est une galaxie spirale située dans la constellation des Chiens de chasse. Sa vitesse par rapport au fond diffus cosmologique est de 1 419 ± 14 km/s, ce qui correspond à une distance de Hubble de 20,9 ± 1,5 Mpc (∼68,2 millions d'al). NGC 5145 a été découverte par l'astronome germano-britannique William Herschel en 1787.
NGC 5145 présente une large raie HI et elle renferme des régions d'hydrogène ionisé. C'est aussi une galaxie à sursaut de formation d'étoiles. La luminosité de la galaxie NGC 5145 dans l'infrarouge lointain (de 40 à 400 µm)  est égale à 8,74 × 109 {\displaystyle L_{\odot }} (1010,31{\displaystyle L_{\odot }}) et sa luminosité totale dans l'infrarouge (de 8 à 1 000 µm) est de 1,15 × 1010 {\displaystyle L_{\odot }} (1010,06{\displaystyle L_{\odot }}).
À ce jour, deux mesures non basées sur le décalage vers le rouge (redshift) donnent une distance de 39,350 ± 22,132 Mpc (∼128 millions d'al). L'une de ces deux mesures, égale à 23,6 Mpc se rapproche desvaleurs de la distance de Hubble et l'autre avec une valeur de 55,0 Mpc est en totalement éloignée. Notons que c'est avec la valeur moyenne des mesures indépendantes, lorsqu'elles existent, que la base de données NASA/IPAC calcule le diamètre d'une galaxie et qu'en conséquence le diamètre de NGC 5145 pourrait être d'environ 14,0 kpc (∼45 700 al) si on utilisait la distance de Hubble pour le calculer.